# Todd Oldham

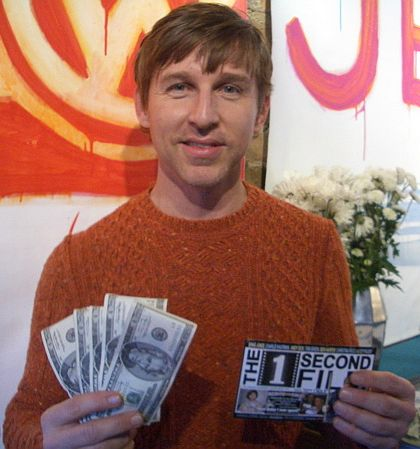
Oldham hält fünf 20-Dollar-Scheine und einen Produzenten-Kredit für The 1 Second Film im Januar 2005.

Todd Oldham (* 22. Oktober 1961 in Corpus Christi, Texas) ist ein US-amerikanischer Designer.

## Biografie
Oldham wurde 1961 im texanischen Corpus Christi als Sohn von Jack und Linda Oldham als Jacky Todd Oldham geboren. Er hat zwei Schwestern und einen Bruder. Sein Vater war Informatiker. Als Oldham 12 Jahre alt war, zog die Familie für vier Jahre in den Iran. Nach dem Abitur zog er nach Dallas, Texas. Sein erster Job war in der Modifikationsabteilung von Polo Ralph Lauren. 

### Berufliche Karriere
Oldham zeigte 1981 seine erste Kollektion, brachte 1989 seine erste Modelinie auf den Markt und gewann 1991 den Perry Ellis Rat der Modedesigner Award für New Fashion Talent. 1998 zog er mit seinem Lebenspartner Tony Longoria nach New York. Von 1995 bis 1997 war er Kreativberater bei Escada. 1995 brachte er eine Parfümlinie auf den Markt und entwarf eine Modelinie für Target (2002–2003). 1995 produzierte er eine Modelinie für Batman Forever von Warner Brothers. Oldham entwarf Möbel und Wohnaccessoires für La-Z-Boy-Möbel (2003–2007) und war Creative Director bei dem Modelabel Old Navy.
Todd Oldham ist den USA durch zahlreichen Auftritte im Fernsehen bekannt. Von 1993 bis 1999 war Gastgeber des „Todd Time“ - Segments von MTV House of Style. Er moderierte außerdem 1999 Fashionably Loud bei MTV 1999 und war Mentor für Bravos Top-Design-Kandidaten.
Oldham hat innerhalb der Place Space-Reihe hat er mehrere Bücher produziert. Die Serie enthält Fotos und Essays über den Filmemacher John Waters, das Kunstviertel im Hinterland von Joe Holtzman (Gründer des Nest-Magazins), Off-Campus-Unterbringung bei der Rhode Island School of Design und Bedrock City. Oldham hat Hand Made Modern, Without Boundaries und verschiedene andere Titel erstellt. Im Juni 2007 veröffentlichte er eine Monographie über das Werk von Charley Harper mit dem Titel An Illustrated Life.